# Alpu (Pozantı)
Alpu ist ein Ortsteil (Mahalle) im Landkreis Pozantı der türkischen Provinz Adana mit 308 Einwohnern (Stand: Ende 2024). Im Jahr 2011 zählte der Ort 152 Einwohner.